# Hammershus

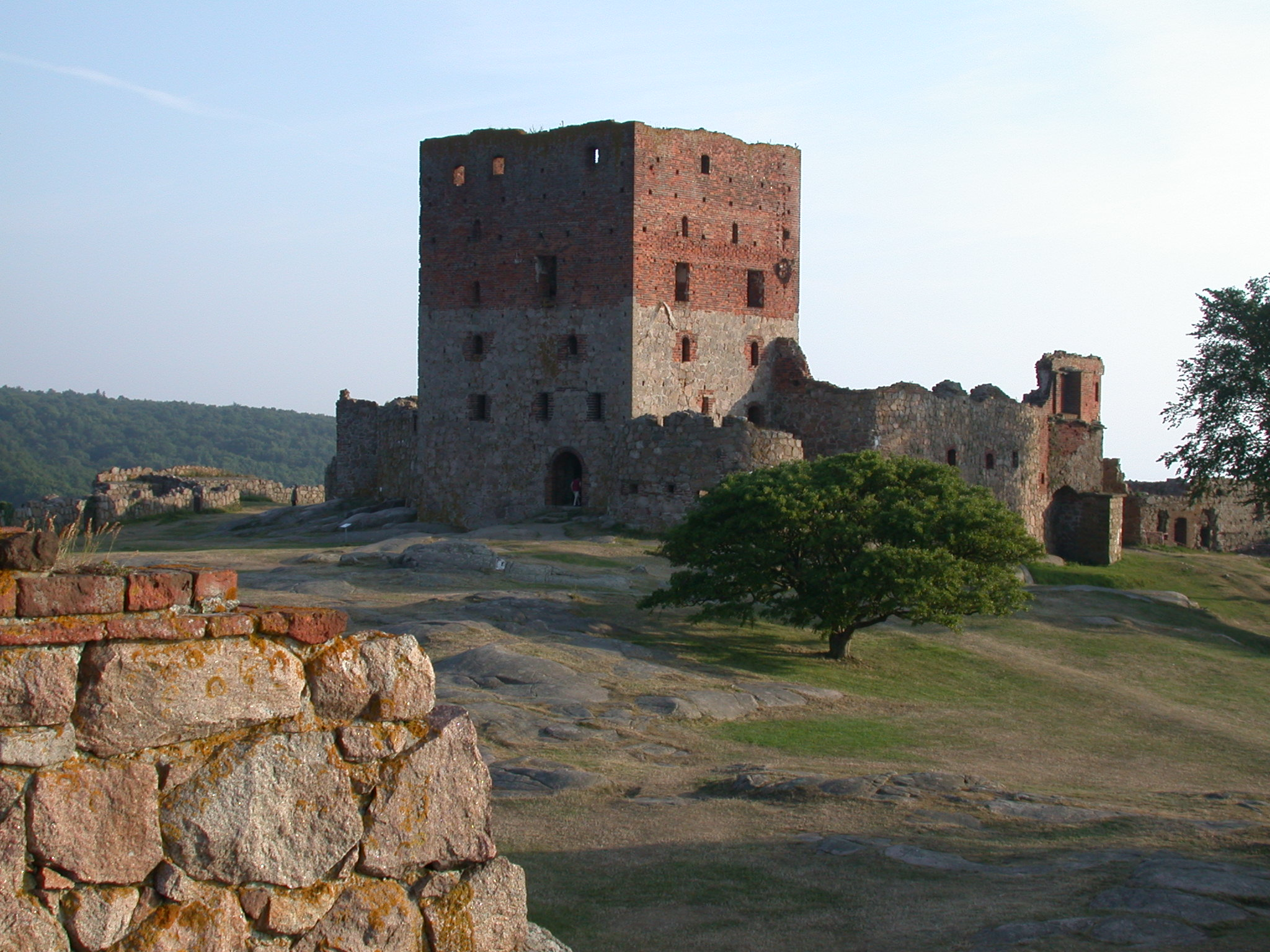
Hammershus borgruin

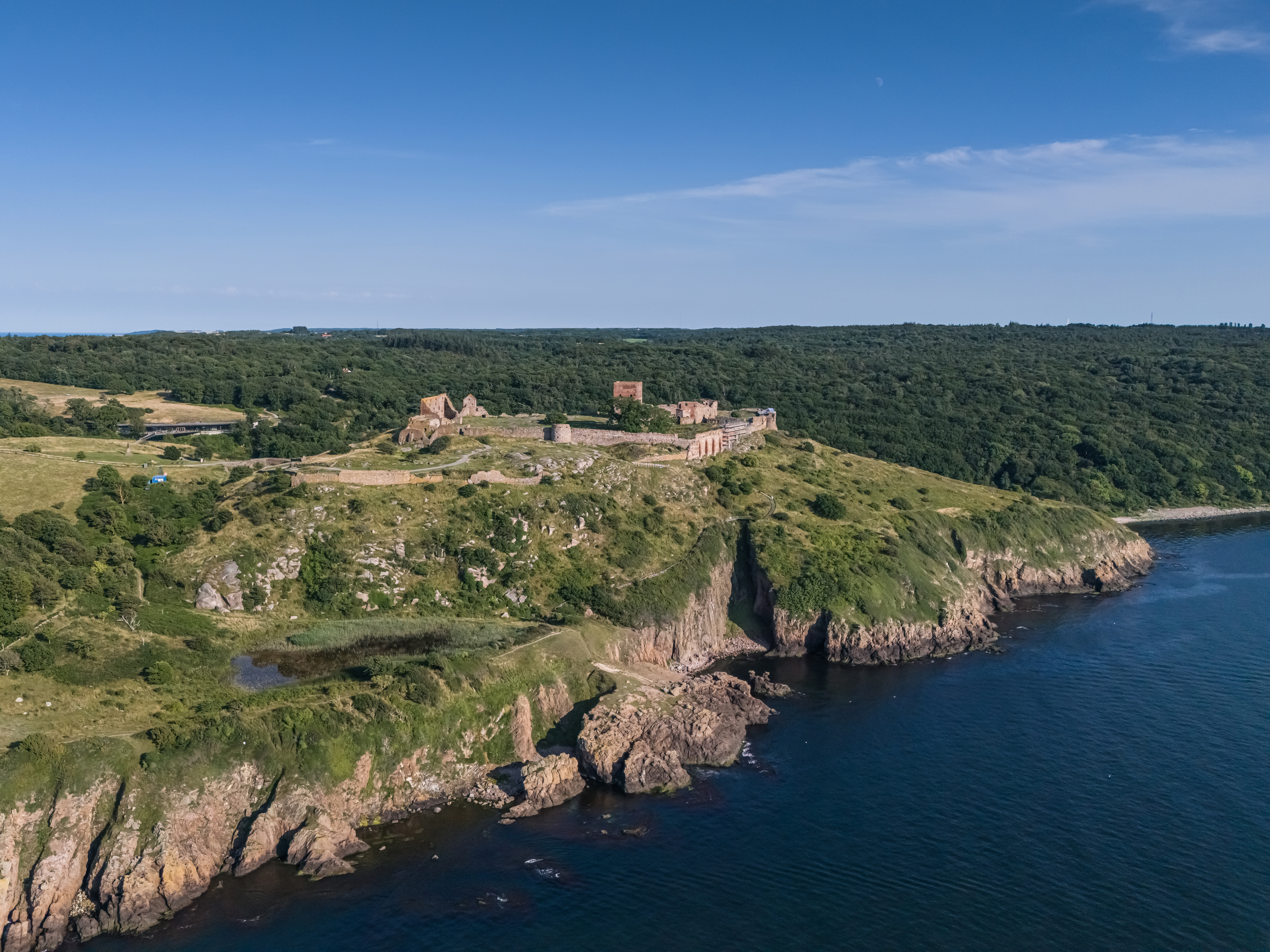
Hammershus

Hammershus är en väl befäst borg, som Lunds ärkebiskopar under medeltiden innehade på Bornholm. Borgen låg på öns nordvästra udde, nära Hammeren. 
Borgen uppfördes under 1100-talet. Under stridigheterna mellan ärkebiskoparna och kungarna intogs Hammershus flera gånger av de senare, till exempel 1259, 1265, 1319 och 1325. År 1521 innehades den av Kristian II som höll biskop Jens Andersen Beldenak från Fyn fången där. Samma år blev fästningen intagen av lübeckarna som besatte den till 1575.
1645 intogs Hammershus av en svensk militärstyrka under Carl Gustaf Wrangel  och i freden i Roskilde 1658 tillföll Bornholm Sverige. En svensk styrka under ledning av guvernören Johan Printzensköld stationerades i Hammershus. Men när öns invånare under ledning av Jens Pedersen Kofoed gjorde uppror och dödade guvernören tvingades den svenska styrkan ge sig av. 1660–1661 hölls Corfitz Ulfeldt och hans hustru Leonora Christina fängslade på Hammershus, vilket också senare användes som statsfängelse.
Omkring 1750 började borgen rivas  och nu återstår endast ruiner. De kulturskyddades år 1822.